# مدلینگن
مدلینگن (به آلمانی: Medlingen) یک شهر در آلمان است که در بایرن واقع شده‌است.

## خصوصیات
مدلینگن ۱۷٫۰۷ کیلومترمربع مساحت دارد ۴۳۳ متر بالاتر از سطح دریا واقع شده‌است.